# 市道173號
市道173號（麻豆－九塊厝），是位於臺灣臺南市的一條市道級公路。東北起麻豆區麻豆市區，西南至七股區九塊厝接台61線十份交流道，全長共計22.881公里。

## 支線

### 甲線
市道173甲線（蘆竹溝－九塊厝），位於臺灣臺南市，北起臺南市北門區蘆竹溝、三寮灣接台61線三寮灣交流道與市道174號；南至臺南市七股區九塊厝接台61線十份交流道與市道173號。全長共計16.579公里，本線為台61線之側車道，大部分路段為封閉式道路、跨溪橋梁與高架橋，分別與將軍溪橋、七股溪橋共構。將軍交流道3k至十分交流道16k路段共4組紅綠燈實施號誌連鎖，增加行車順暢度。
- 市道173甲線五公里處

## 歷史沿革
縣道173號原起點為鹽水區，後鹽水至麻豆路段與縣道177號整併為台19甲線，起點改至麻豆。2013年起解編，改制為「市道173線」。
2018年10月25日，中華民國交通部公告原市道173號0k-0k+787路段（興國路）調整，起點調整至新生南路與中山路口（銜接市道171線，176線）路線往南沿麻豆外環道新生南路至興國路銜接原市道173號（里程0k-1k+514）。原路段解編改為市區道路，移由臺南市麻豆區公所接養。路線調整後，路線名稱不變，仍為「麻豆－九塊厝」，原總里程為22.157公里，調整後總里程為22.881公里（長鏈0.724公里）。

## 行經行政區域
主線
全線均位於臺南市境內。
| 麻豆區 | 麻豆市區   | 0.000           | 市道171號 · 市道176號 | 公路起點                                |
| 麻豆區 | 後寮       | －              | 南48線                | 與南48線共線起點                        |
| 麻豆區 | 後寮       | －              | 南48線                | 與南48線共線終點                        |
| 麻豆區 | 安業       | －              | 南49-2線              | 南49-2線終點                            |
| 麻豆區 | 謝厝寮     | 4.990           | 南49線                | 南49線終點                              |
| 麻豆區 | 謝厝寮     | － 跨越國道一號 |                       |                                         |
| 麻豆區 | 謝厝寮     | －              | （地區道路）          |                                         |
| 西港區 | 大西       | －              | 南45線                | 南45線起點                              |
| 西港區 | －         |                 |                       |                                         |
| 西港區 | 後營       | －              | 南47線                |                                         |
| 西港區 | 後營       | 7.420           | 南44線                | 0                                       |
| 西港區 | 荔枝林     | 7.420           | 南44線                | 0                                       |
| 西港區 | 荔枝林     | －              | （地區道路）          |                                         |
| 西港區 | 土庫       | －              | 南45-1線              | 南45-1線起點                            |
| 西港區 | 西港市區   | 9.870           | 台19線                | 與台19線共線起點                        |
| 西港區 | 西港市區   | 10.030          | 台19線                | 與台19線共線終點                        |
| 西港區 | 下中洲     | －              | （地區道路）          |                                         |
| 西港區 | 南海埔     | －              | 南42線                | 南42線終點                              |
| 西港區 | 大竹林     | －              | 南43線                | 與南43線共線起點                        |
| 西港區 | 大竹林     | －              | 南43線                | 與南43線共線終點                        |
| 西港區 | 大塭寮     | －              | 南41線                |                                         |
| 七股區 | 竹子港     | －              | 南42線                | 南42線起點                              |
| 七股區 | 竹子港     | －              | 南36-1線              | 南36-1線終點                            |
| 七股區 | 竹橋       | 14.570          | 南37線                |                                         |
| 七股區 | 竹橋       | －              | 南38線                | 南38線終點                              |
| 七股區 | 北槺榔     | 16.770          | 南37-1線              | 南37-1線終點                            |
| 七股區 | －         |                 |                       |                                         |
| 七股區 | 永吉       | 17.900          | 台17線                |                                         |
| 七股區 | 永吉       | －              | 南39-1線              | 南39-1線終點                            |
| 七股區 | 十份       | －              | 南39線                | 南39線終點                              |
| 七股區 | 九塊厝     | －              | 南39-2線              | 南39-2線終點                            |
| 七股區 | 十份交流道 | 22.881          | 台61線 · 市道173甲線  | 公路終點 台61線通車終點 市道173甲線終點 |
| 共線   |            |                 |                       |                                         |

甲線
全線均位於臺南市境內。
| 北門區          | 三寮灣交流道                        | 0.000  | 台61線 · 市道174號 | 公路起點                              |  |
| 北門區          | 蘆竹溝                              | 0.000  | 台61線 · 市道174號 | 公路起點                              |  |
| 北門區          | 三寮灣                              | 0.000  | 台61線 · 市道174號 | 公路起點                              |  |
| － 與台61線共構 |                                     |        |                    |                                       |  |
| 將軍區          | 馬沙溝                              | －     | 南20線             |                                       |  |
| 將軍區          | 將軍交流道                          | 2.838  | 台61線 · 南312線   |                                       |  |
| 將軍區          | 青鯤鯓                              | －     | 南26線             |                                       |  |
| 七股區          | 西寮                                | －     | 南25線             |                                       |  |
| 七股區          | 新山子寮                            | 9.558  | 市道176號          |                                       |  |
| 七股區          | － 與台61線共構，跨越七股溪、南31線 |        |                    |                                       |  |
| 七股區          | 三股                                | －     | 南38線             |                                       |  |
| 七股區          | 九塊厝                              | －     | （地區道路）       |                                       |  |
| 七股區          | 十份交流道                          | 22.881 | 台61線 · 市道173號 | 公路終點 台61線通車終點 市道173號終點 |  |
|                 |                                     |        |                    |                                       |  |

## 沿線路名
主線
- 新生南路
- 興國路
- 文化路
- 中山路
- 慶安路

## 沿線設施與景點
| 主線 - 臺南市麻豆區培文國民小學 - 國立曾文高級家事商業職業學校 - 臺南市私立黎明高級中學 - 臺南市麻豆區安業國民小學 - 臺南市麻豆區紀安國民小學 - 臺南市立西港國民中學 - 臺南市西港區公所 - 西港慶安宮 - 臺南市私立港明高級中學 - 十份交流道（ 台61線） | 甲線 - 三寮灣交流道（ 台61線） - 將軍交流道（ 台61線） - 十份交流道（ 台61線） |

## 後續計畫
- 曾文溪堤岸部分路段為台南縣政府規劃的曾文溪景觀快速道路路廊。